# Акіане
Рівер Акіане Крамарік ([əˈkiːənə] ; нар. 9 липня 1994) — американська поетеса та художниця. Почала малювати у віці чотирьох років. Найвідоміша картина Крамарик — "Князь миру ", яку вона написала у віці восьми років.

## Раннє життя
Акіане Крамарік народилася 9 липня 1994 року в Маунт-Морріс, штат Іллінойс, від матері-литовки та батька-американця, який не практикує католика. Крамарик стверджувала, що бачила у своїх видіннях обличчя Ісуса Христа. Її освіта почалася в парафіяльній школі, але пізніше вона отримала домашнє навчання. Щодо свого впливу та мотивації, вона заявляє:
Мистецтво, яке я бачив у парафіяльній школі — скульптури, рельєфи та картини, — мало великий вплив на мою зацікавленість легендарними образами. Це було моє перше знайомство з тим, як світ бачить божественне. Однак глибоко всередині я відчував, що моє розуміння набагато ширше і глибше. Здавалося, що більшість людей або не помічають інших аспектів реальності, або бачать їх лише через обмежену призму.angle.

## Картини
Крамарик є художником-самоучкою і каже, що Ісус говорив з нею, коли їй було чотири роки, заохочуючи її малювати та малювати свої видіння. У чотири роки почала малювати, у шість — малювала, а в сім почала писати вірші. У віці 8 років Акіане намалювала Ісуса. Її перший готовий автопортрет продали за 10 000 доларів США.
Картини Крамарика часто алегоричні, а також духовні, включають зображення Ісуса, дітей і тварин, а також автопортрети. Вона часто черпає натхнення з журнальних фотографій.  Однак, за словами Крамарик, її головне натхнення походить від її бачень Неба та її релігійного досвіду.  До 12 років вона написала шістдесят великих картин. Деякі з її робіт були придбані посольством США в Сінгапурі. 
У віці 10 років Крамарик з'явилася на шоу Опри Вінфрі. У 12 років вона з'явилася на CNN. Вона з'явилася в 68-му епізоді The Late Late Show with Craig Ferguson у 2005 році та у 21-му епізоді <i id="mwRg">Katie</i> у 2012 році.
Крамарик сказала, що «Князь миру» є її «улюбленим портретом» і однією з найбільш пам'ятних картин. У віці восьми років вона довго шукала підходяче обличчя, щоб намалювати образ зі своїх снів і видінь. Тоді сімейний друг познайомив її з теслею, який міг стати моделлю. Обличчя цього чоловіка нагадувало те, що Крамарик бачила як обличчя Ісуса. Вона створила портрет за 40 годин інтенсивної роботи. Невдовзі роботу відправили її агенту для виставки, але той викрав і продав її без дозволу. Оригінал картини зберігався у банківському сховищі протягом шістнадцяти років, а власник не хотів його показувати або продавати. У грудні 2019 року родина художниці знайшла «Князя миру», і його продали приватному колекціонеру за 850 000 доларів.